# Bon Jovi (album)
Bon Jovi je debutové album stejnojmenné americké hard rockové hudební skupiny Bon Jovi, které bylo vydáno 21. ledna 1984. Album produkovali Tony Bongiovi, bratranec Jona Bon Joviho a Lance Quinn. Je to jediné album, na kterém se nachází píseň („She Don't Know Me“), na jejímž textu se nijak nepodíleli členové kapely. Album se umístilo na 43. pozici žebříčku Billboard 200.
Album obsahuje tři singly, první „Runaway“ vydala kapela již v roce 1983 a již tehdy byl úspěšný, umístil se na 39. pozici amerického žebříčku Billboard Hot 100. Již zmiňovaná píseň „She Don't Know Me“ vyšla 22. května 1984 jako druhý singl alba a umístila se na 48. pozici žebříčku Billboard Hot 100. Skladbu napsal Marc Avsec, který je znám jako člen uskupení Donnie Iris & The Cruisers. Třetím singlem alba byla píseň „Burning for Love“, která vyšla jako singl pouze v Japonsku.
Kromě Billboard 200 se Bon Jovi umístilo také v Australian Albums Chart, kde skončilo na 39. místě, dále v New Zealand Albums Chart na osmnácté pozici a UK Albums Chart na 71. příčce. Album získalo dvě ocenění platinové desky ve Spojených státech, jedno ve Švýcarsku a zlaté ocenění v Kanadě. Podle časopisu Kerrang! se jednalo o 11. nejlepší rockové album roku 1984.

## Seznam skladeb
| Seznam skladeb alba Bon Jovi | Seznam skladeb alba Bon Jovi | Seznam skladeb alba Bon Jovi | Seznam skladeb alba Bon Jovi |
| Pořadí                       | Název                        | Autor                        | Délka                        |
| ---------------------------- | ---------------------------- | ---------------------------- | ---------------------------- |
| 1.                           | Runaway                      | Jon Bon Jovi, George Karak   | 3:50                         |
| 2.                           | Roulette                     | Bon Jovi, Richie Sambora     | 4:41                         |
| 3.                           | She Don't Know Me            | Marc Avsec                   | 4:02                         |
| 4.                           | Shot Through the Heart       | Bon Jovi, Jack Ponti         | 4:25                         |
| 5.                           | Love Lies                    | Bon Jovi, David Rashbaum     | 4:09                         |
| 6.                           | Breakout                     | Bon Jovi, Rashbaum           | 5:23                         |
| 7.                           | Burning for Love             | Bon Jovi, Sambora            | 3:53                         |
| 8.                           | Come Back                    | Bon Jovi, Sambora            | 3:58                         |
| 9.                           | Get Ready                    | Bon Jovi, Sambora            | 4:08                         |
| Celková délka:               | Celková délka:               | Celková délka:               | 38:33                        |

## Obsazení

### Bon Jovi
- Jon Bon Jovi – zpěv, kytara
- Richie Sambora – kytara, doprovodný zpěv
- Alec John Such – basová kytara, doprovodný zpěv
- Tico Torres – bicí, perkuse
- David Bryan – klávesy, doprovodný zpěv

### Ostatní
- Roy Bittan – klávesy
- Chuck Burgi – doplňující bicí
- David Grahmme – doprovodný zpěv
- Doug Katsaros – klávesy
- Frankie LaRocka – bicí
- Aldo Nova – baskytara
- Tim Pierce – kytara
- Mick Seeley – doprovodný zpěv